# Buchau (Insel)
Buchau, früher auch Buch, ist nach Wörth die zweitgrößte der sieben Inseln im Staffelsee. Der Name der Insel wird mit dem weiblichen Genus (Die Buchau) verwendet. Eine weitere Namensvariante ist Kuhinsel. Früher ließen Bauern ihre Murnau-Werdenfelser-Rinder auf der Insel weiden.
Die Insel liegt im nördlichen Seeteil Untersee rund 100 Meter vom östlichen Seeufer nahe der Landspitze Kühle beim Ort Seehausen entfernt. Wie die übrigen Inseln im Staffelsee und der Staffelsee selbst gehört sie zur Gemeinde und Gemarkung Seehausen am Staffelsee im Landkreis Garmisch-Partenkirchen in Bayern.
Die 45.420 m² große Insel ist privatrechtlich im Besitz der Gemeinde Seehausen am Staffelsee und wird im Gesamten als Campingplatz verpachtet. Der Campingplatz auf der autofreien Insel ist nur für Zelte zugelassen, er erstreckt sich über einen Großteil der Inselfläche vom Nordufer bis zum Südufer. Er hat insgesamt 220 Zeltstellplätze, davon 140 Dauerstellplätze. Die Campingsaison dauert vom 15. April bis 15. Oktober, danach sind auch die Dauerzelte bis aufs Gestänge wieder abzubauen. Die Insel wird nur saisonal bewohnt. Kraftfahrzeuge und Wohnwagen sind nicht erlaubt. Die einzigen Gebäude sind das Restaurant Burgstüberl sowie drei Gebäude mit Sanitäranlagen für die Camper. Die Insel wird von der Staffelseeschiffahrt regelmäßig vom 1. April bis 1. November ab Seehausen (Nordufer der Halbinsel Burg) mit der Fähre d'fischerin angefahren, die alle 80 Minuten verkehrt. Die Anlegestelle liegt im Südosten der Insel. Die Insel ist Teil eines Landschaftsschutzgebiets.
Auf der historischen Flurkarte des 19. Jahrhunderts ist der höchste Punkt der Insel mit einem geometrischen Signal markiert, dieser liegt auf 659 Metern und überragt damit den Seespiegel (648,59 Meter) um rund 10,5 Meter. Dieser Hügel wird heute als „Weißbierhügel“ bezeichnet. Eine weitere Erhebung, rund fünf Meter niedriger und westlich der Gaststätte gelegen, wird Mäusehügel genannt.
Bis 1960 war die Insel in Privatbesitz, als die Gemeinde Seehausen sie für 230.000 DM kaufte. Der Campingplatz wird seit 1961 betrieben. Das neue Wirtshaus steht seit 2003.